# Anton Mang
Anton Mang, né le 29 septembre 1949 à Inning am Ammersee, est un ancien pilote de vitesse moto allemand. Il courut pendant plus de 15 ans au plus haut niveau, glanant 5 titres de champion du monde avant de devoir arrêter à près de 40 ans en 1988 à la suite d'une grave chute à Rijeka alors qu'il était champion en titre.
En 2010 il est toujours présent dans le monde de la moto en tant que sponsor d'une écurie 125 cm3 qui fait courir Marcel Schrötter.
Il est par ailleurs le dernier champion du monde de 350 cm3, catégorie supprimée fin 1982.

## Palmarès
- Champion du monde 250 cm3 en 1980, 1981, 1987.
- Champion du monde 350 cm3 en 1981, 1982.
- 42 victoires en grand prix.